# Cytherois
Cytherois is een geslacht van kreeftachtigen uit de klasse van de Ostracoda (mosselkreeftjes).

## Soorten
- Cytherois (Orientocytherois) megapoda Schornikov, 1993
- Cytherois (Orientocytherois) zosterae (Schornikov, 1975) Schornikov, 1993
- Cytherois arenicola Klie, 1929
- Cytherois asamushiensis Ishizaki, 1971
- Cytherois australis Hartmann, 1989
- Cytherois bentleyi Howe & Mckenzie, 1989
- Cytherois bonaducei McKenzie, 1967
- Cytherois carcinitica Marinov
- Cytherois cepa Klie, 1937
- Cytherois contortellus (Swain, 1967) Ruan & Hao (Yi-Chun), 1988
- Cytherois decorata Okubo, 1980
- Cytherois dissimilis Mckenzie, 1967
- Cytherois fischeri (Sars, 1866) Brady & Norman, 1889
- Cytherois frequens Mueller, 1894
- Cytherois gracilis Schneider, 1949 †
- Cytherois ikeyai Nakao & Tsukagoshi, 2002
- Cytherois incongruens Mueller, 1894
- Cytherois joachinoi Barra, 1992 †
- Cytherois kalizkii Schneider, 1949 †
- Cytherois leizhouensis Gou & Huang in Gou, Zheng & Huang, 1983 †
- Cytherois lignincola Maddocks & Steineck, 1987
- Cytherois major Hartmann, 1989
- Cytherois marginalis Hu, 1984 †
- Cytherois messambriensis Marinov
- Cytherois minor Mueller, 1908
- Cytherois mutsuensis (Ishizaki, 1971)
- Cytherois nakanoumiensis Ishizaki, 1969
- Cytherois neogracilis Hartmann & Petersen, 1985
- Cytherois niger Schornikov, 1965
- Cytherois ovalis Mueller, 1908
- Cytherois paralignincola Maddocks & Steineck, 1987
- Cytherois parallela Milhau, 1993 †
- Cytherois paratubipensifora Whatley & Keeler, 1989
- Cytherois planus Schornikov, 1969
- Cytherois pontica Marinov, 1966
- Cytherois portwelshpoolensis Hartmann, 1980
- Cytherois pseudovitera Dubovski, 1939
- Cytherois pusilla Sars, 1928
- Cytherois sarmatica Olteanu, 1989 †
- Cytherois stephanidesi Klie, 1938
- Cytherois succinea Mueller, 1894
- Cytherois tosaensis (Ishizaki, 1968)
- Cytherois triangularis Bonaduce, Masoli, Minichelli & Pugliese, 1979
- Cytherois tubipenisfera Hartmann, 1974
- Cytherois uffenordei Ruggieri, 1975
- Cytherois uranouchiensis Ishizaki, 1968
- Cytherois valkanovi Klie, 1937
- Cytherois violacea Schornikov, 1974
- Cytherois virens Mueller, 1884
- Cytherois vitrea (Sars, 1866) Sars, 1890
- Cytherois wangchieni Hu & Tao, 2008
- Cytherois zostericola Cushman, 1906 †